# مديرية موزع

تعديل مصدري - تعديل

مديرية مَوْزِع إحدى مديريات محافظة تعز. بلغ عدد سكانها 35054 نسمة عام 2004.
تقع في إطار الجزء الغربي لمحافظة تعز.

## الموقع
- شمالها: مديريتا مقبنة والمخا
- جنوبها: مديرية الوازعية ، مديرية باب المندب ، وجزء من مديرية الشمايتين
- شرقها مديرية مقبنة ، وجزء من مديرية المواسط
- غربها: مديرية المخاء ، وجزء من مديرية باب المندب

## المساحة
665.4 كم2

## السكان
- 34.815 نسمة
- الكثافة السكانية: 52.3/ كم2

## التقسيم الإداري
تتكون إدارياً من (4) مدن هي : موزع ، العواشقة ، الاهمول ، الايتمة وهي أقل عزل المديرية سكاناً .. كما تعتبر مدينة العواشقة أكبر العزل مساحة (290.8كم2) .. في حين أن مدينة موزع هي الأكثر سكاناً والأصغر مساحة كونها تضم في إطارها مركز المديرية ..

## السياحة
يوجد بها موقع أثري قديم يطلق عليه معبد الظهرة في عزلة الاهمول ، وموقع أثري آخر في مدينة موزع ، ويقع فوق جبل عفار ، إلى جانب 4 سراديب قديمة في قرية الغيل – عزلة العواشقة – كما أن هناك عدد آخر من المزارات تتركز معظمها في عزل موزع ومنها : قبة باسعد ، قبة المحولي ، قبة السيد حسين ، .. كما توجد حمامات طبيعية علاجية في قرية الدرابي – عزلة العواشقة .. إضافة إلى مزارات سياحية مثل / وادي رسيان ، وادي الغيل ، وادي المقيصع – في عزلتي العواشقة والاهمول..

## الأنشطة الاقتصادية للسكان
معظم سكان المديرية يعملون في الزراعة وتربية الحيوان ، والبعض يمارسون الحرف اليدوية مثل صناعة الفخار(المدر).. ، وكذا ممارسة بعض الأنشطة التجارية الصغيرة الأخرى..ونسبة بسيطة منهم في الوظائف الحكومية.

## المقومات الاقتصادية للمديرية
أولا : الإنتاج الزراعي
الحبوب : تزرع الذرة الرفيعة بأنواعها (البيضاء ، الحمراء ، الصفراء).. كما يتم إنتاج الدخن بكميات متوسطة ، وذلك في جميع عزل المديرية ، والذرة الشامية بكميات قليلة ، ويتركز إنتاجها في المساحات الواقعة على الأودية المائية والقريبة من آبار المياه..
الخضروات : البصل في عزلتي العواشقة والاهمول بكميات متوسطة ، والطماطم ، والبسباس ، والجزر البنجر (البطاط الهندي) في عزلة موزع ، مع زراعة الفجل ، الجرجير في موزع والاهمول والايتمة..
الفواكه : الشمام ، الحبحب ، في عزلتي موزع والاهمول. كما تتم زراعة وإنتاج الموز ، المانجو ، عمب الفلفل (الباباي) .. ويتركز إنتاج هذه الأنواع في العواشقة .. كما يتم زراعة النخيل وإنتاج التمور بكميات بسيطة في عزلة الاهمول.
البقوليات : الدجرة بكميات لا بأس بها في الاهمول..
'ثانياً : الرعي وتربية الحيوانات
يحتل المرتبة الثانية بعد الزراعة ، حيث يتم تربية الماعز بكميات متوسطة في جميع العزل ، وهناك الأبقار والجمال للأغراض الخاصة ، وأعداد بسيطة من الحمير.
ثالثاًُ : تربية الدواجن'
مزرعتان لتربية الدواجن في عزلة الأهمول. وفقاستان في عزلة العواشقة ، وهي تابعة للقطاع الخاص .. مع تربية أعداد بسيطة من الدواجن للاستهلاك الذاتي ..
رابعاً : تربية النحل بكميات بسيطة في عزلتي العواشقة والايتمة.